# Centrum historii rodziny

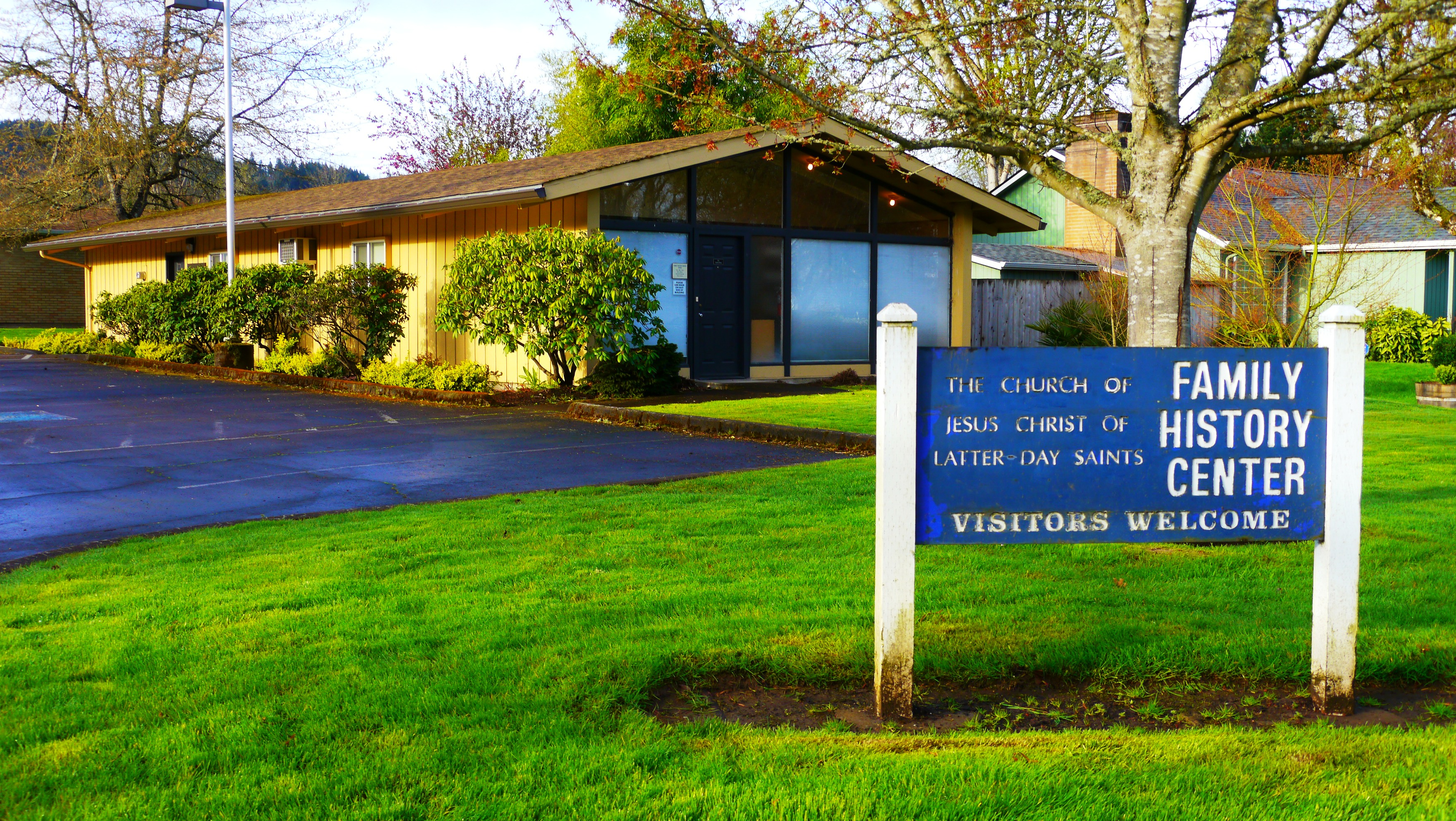
Centrum Historii Rodziny w Eugene (Oregon)

Centrum historii rodziny (ang. Family History Center) – placówka badawcza, stworzona przez Kościół Jezusa Chrystusa Świętych w Dniach Ostatnich (tzw. mormoni), której celem jest realizacja badań genealogicznych. 
Centra historii rodziny (Family History Centers, FHCs) są agendami Biblioteki Historii Rodziny w Salt Lake City w stanie Utah. Ośrodki te dostarczają zasobów do badań nad genealogią i historią rodziny. 
Biblioteka genealogiczna w Salt Lake City została założona w 1894 r. w celu gromadzenia zapisów genealogicznych i pomagania mormonom w badaniu historii rodziny. Placówka ta jest największą tego typu biblioteką na świecie, otwartą ponadto dla ogółu społeczeństwa bez żadnych opłat. Pierwsze centrum historii rodziny, zwane wówczas filialną biblioteką genealogiczną, zostało zorganizowane w Bibliotece Harolda B. Lee na kampusie Uniwersytetu Brighama Younga w maju 1964 roku. 
Od 2021 r. istnieje ponad 5400 centrów historii rodziny w 146 krajach.

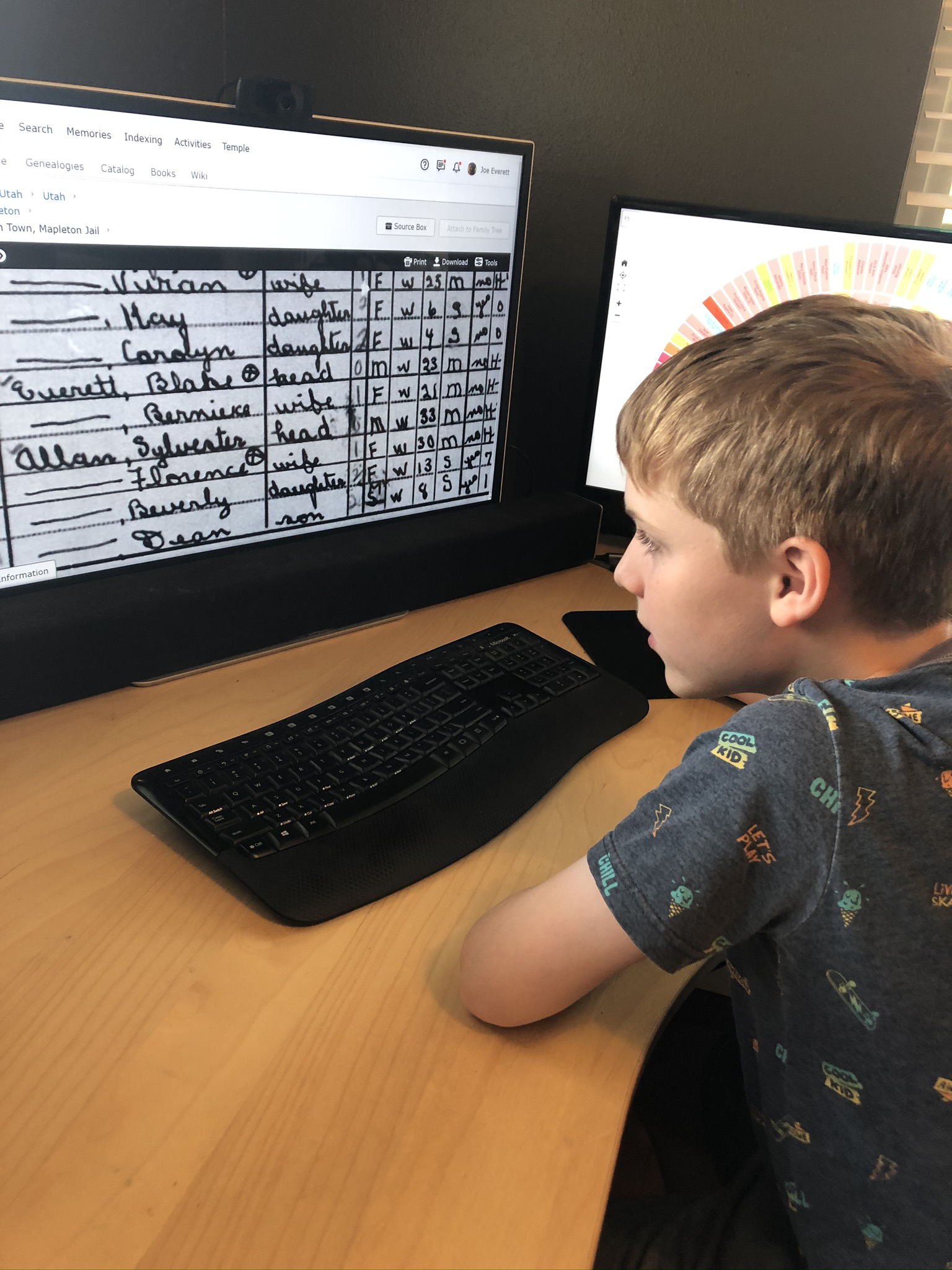
Przeglądanie materiałów online w bibliotece akademickiej Uniwersytetu Brighama Younga w Provo (Utah)

Każda taka placówka zazwyczaj dysponuje materiałami źródłowymi w postaci mikrofilmów oraz sprzętem, który umożliwia ich przeglądanie.
Najmniejsze centra historii rodziny są skierowane do osób mieszkających w granicach poszczególnych zborów czy gmin (ward, branch). Większe obszary administracyjne (stake, district) mogą mieścić centra dla gmin wchodzących w ich skład lub mogą dzielić obiekt z wieloma dystryktami kościelnymi na swoim obszarze kościelnym (area). 
W Polsce centra historii rodziny istnieją w Warszawie i we Wrocławiu, ale także w Łodzi, Bydgoszczy oraz w Gdańsku. Pracują w nich mormońscy wolontariusze. Materiały są udostępniane w trzech zakresach dostępu, w tym częściowo także osobom niebędącym członkami Kościoła: 1 – dostępne online w witrynie FamilySearch.org, 2 – w lokalnych centrach historii rodziny, 3 – dostępne tylko dla członków Kościoła.

Wnętrze Centrum Historii Rodziny w Jacarepaguá (Zona Oeste, Rio de Janeiro)

Centra historii rodziny są szczególnie popularne w Stanach Zjednoczonych i Kanadzie, gdzie funkcjonują w wielu dużych miastach.
Niektóre biblioteki publiczne i stowarzyszenia historyczne w Stanach Zjednoczonych stały się partnerami FamilySearch i umożliwiają osobom zainteresowanym dostęp do tych samych zasobów, co centra historii rodziny. W Polsce są to m.in. Stowarzyszenie Polscy Profesjonalni Genealodzy oraz Biblioteka Uniwersytecka w Poznaniu.